# Wana (Pakistan)
Pour les articles homonymes, voir Wana.
Wana (en pachtou : واڼۀ) est la principale ville du Waziristan du Sud, elle est située dans la zone de l'insurrection islamiste au Pakistan.

## Insurrection islamiste
C'est dans la ville de Wana qu'a commencé le conflit armé du Nord-Ouest du Pakistan avec la bataille de Wana en mars 2004. La ville a aussi été touchée par l'opération militaire Rah-e-Nijat qui s'est concentrée dans le Waziristan du Sud fin 2009.